# 厦门市华侨中学
厦门市华侨中学是中华人民共和国福建省厦门市的完全中学，建于1958年；原為1957年建立的華僑補習班，1958年更名為「華僑中學」，此後曾用名前线中学、厦门市第七中学总校、厦门市第三中学等，1983年复名为“华侨中学”至今:16、19。
2018年4月，市教育局印发文件通知，华侨中学第二年年起不再招入高中生，四年后改为初中校。

## 学校荣誉
- 2003年：「厦门市文明学校」[6]、「厦门市普通中学课程改革实验基地校」[7]。
- 2006年：「福建省普通中学二级达标学校」[8]。
- 2024年：思明区2024届「初中教育质量综合奖」[9]。